# Lipoptena saltatrix
Lipoptena saltatrix är en tvåvingeart som beskrevs av Maa 1969. Lipoptena saltatrix ingår i släktet Lipoptena och familjen lusflugor. Inga underarter finns listade i Catalogue of Life.